# لاندا کوهمیز
لاندا کوهمیز یک ستاره است که در صورت فلکی کوهمیز قرار دارد. قدر بصری ظاهری آن 6.53 است که آن را در حد یا نزدیک ستاره های قابل مشاهده با چشم غیر مسلح قرار می دهد. طبق مقیاس بورتل ، برای دیدن این ستاره نیاز به یک شب تاریک از آسمان روستایی است. گرچه نام لامبدا دارد ، اما در واقع بیست و چهارمین ستاره درخشان در صورت فلکی است و یازدهمین درخشان نیست. بر اساس تغییر منظم سالیانه 6.9873 MAS که از GAIA دیده می شود ، این ستاره تقریباً 467 سال نوری از خورشید قرار دارد.